# Corymeta amplectens
Corymeta amplectens is een rechtvleugelig insect uit de familie sabelsprinkhanen (Tettigoniidae). De wetenschappelijke naam van deze soort is voor het eerst geldig gepubliceerd in 1853 door Schaum.
1. ↑  (en) Corymeta amplectens op de IUCN Red List of Threatened Species.